# FreeHand
FreeHand von Adobe ist ein vektorbasiertes Grafik- und Zeichenprogramm, das hauptsächlich von Grafikern, Illustratoren, Reinzeichnern, Kartographen, Designern und Künstlern benutzt wird.

## Geschichte

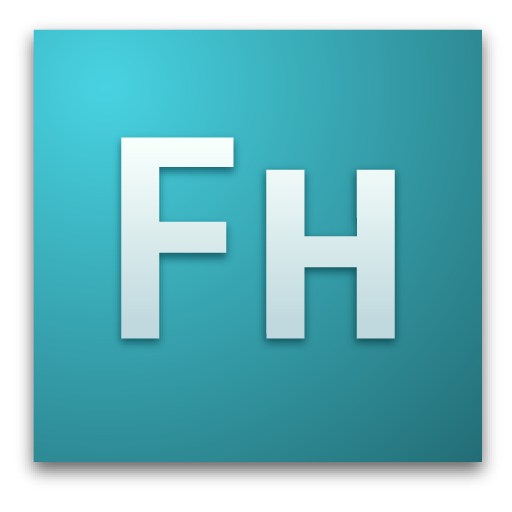
Älteres FreeHand-Logo

FreeHand wurde 1988 von Altsys entwickelt. Lizenziert und vertrieben wurde es bis 1994 von Aldus. Nach dem 1994 erfolgten Zusammenschluss von Aldus mit Adobe gingen alle Rechte zurück an Altsys. Kurz danach wurde FreeHand an Macromedia verkauft. Dort blieb die Software bis zur Fusion 2005 mit Adobe.
Einige Funktionalitäten von FreeHand wie das Perspektivenwerkzeug wurden in das frühere Konkurrenzprogramm Adobe Illustrator übernommen. FreeHand kann über die Exportfunktion viele Dateiformate erzeugen. Zur sicheren PDF-Erstellung dienen die Acrobat-Produkte von Adobe.
FreeHand wird wegen seiner hohen Kompatibilität zu dem ebenfalls von Macromedia entwickelten Programm Flash im Internetbereich eingesetzt.
Im Jahr 2005 wurde Macromedia von Adobe Systems übernommen. Bei den am 27. März 2007 vorgestellten Updates fast aller Produkte von Adobe ist FreeHand nicht dabei. Laut Adobe wird FreeHand zwar noch unterstützt, aber nicht mehr weiterentwickelt. Adobe bietet ein „Crossgrade“ von FreeHand auf das Programm Adobe Illustrator CS3 an. Illustrator stand vor der Übernahme Macromedias durch Adobe in direkter Konkurrenz zu FreeHand.
Adobe Systems hat am 16. Mai 2007 in einem Adobe-Blog verkündet, dass „FreeHand MX“ weiterhin angeboten wird. Adobe Systems wird aber keine neue Version von FreeHand mehr auf den Markt bringen und möchte durch spezielle Upgradeangebote alte FreeHand-Benutzer für einen Wechsel zu Illustrator bewegen. Zwischen den Versionen CS2 und CS5.1 von Illustrator war es auch möglich, Dateien aus Freehand in Illustrator zu konvertieren. Mit der Version CS6 wurde diese Möglichkeit nicht mehr angeboten. Seitdem bietet Illustrator keine Konvertierfunktionen von Dateien aus Freehand mehr an.

## Free FreeHand
2009 gründeten drei professionelle Illustratoren in den USA die Organisation Free FreeHand. Die Organisation hat es sich zur Aufgabe gemacht, FreeHand durch eine Spende freizukaufen, da FreeHand nicht weiterentwickelt wird und die Zukunft von FreeHand sehr ungewiss ist. Die Beteiligten reichten zudem in den USA Klage gegen Adobe ein. Ihr Vorwurf lautet dabei, Adobe habe seine starke Marktmacht durch seine Produktpolitik missbraucht (Geplante Obsoleszenz).

## Programmversionen
- FH11: FreeHand MX (Macromedia)
- FH10: FreeHand 10 (Macromedia)
- FH9: FreeHand 9 (Macromedia)
- FH8: FreeHand 8 (Macromedia)
- FH7: FreeHand 7 (Macromedia)
- FH5: FreeHand 5 (Macromedia)
- FH4: FreeHand 4 (Aldus)
- FH3: FreeHand 3 (Aldus)
- FH2: FreeHand 2 (Aldus)
- FH1: FreeHand 1 (Aldus)